# George Augustus Robinson
Pour les articles homonymes, voir Robinson.
George Augustus Robinson né le 22 mars 1791 à Londres et mort le 18 octobre 1866 à Bath, est un entrepreneur en bâtiment et prêcheur amateur britannique. Il est connu pour son rôle dans les relations de l’Angleterre avec les Aborigènes de Tasmanie. Il a en particulier été Chef Protecteur des Aborigènes dans le protectorat de Port Phillip de 1839 à 1849.

## Jeunesse en Angleterre
Robinson est le fils d’un entrepreneur, William Robinson, et de son épouse Susannah  Perry. Il épouse Maria Amelia Evans le 28 février 1814 : ils ont cinq enfants dans les dix années suivantes. Il décide d’émigrer et part pour Hobart en Terre de van Diemen (l’actuelle Tasmanie) sur le Triton. Il arrive en janvier 1824, s’installe comme entrepreneur en bâtiment, sa famille le rejoignant en avril 1826.

## En Terre de Van Diemen (Tasmanie)

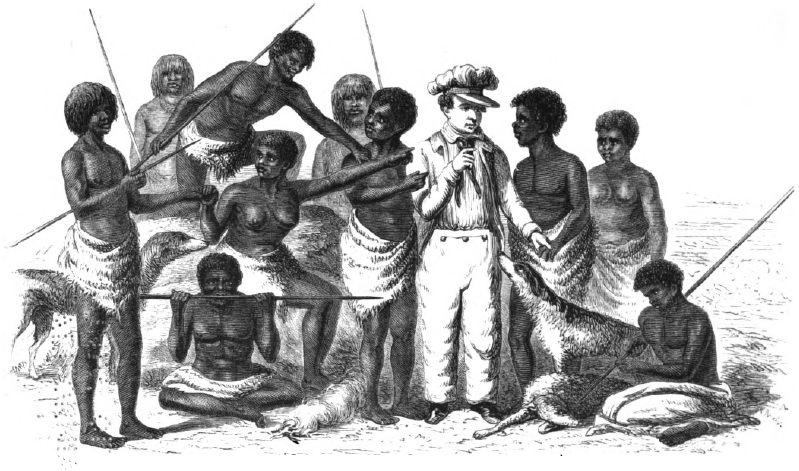
Illustration par Benjamin Duterrau, extrait de Les Derniers Tasmaniens : « Mr Robinson dans sa mission de conciliation »

Les conflits entre colons et  aborigènes s’étaient intensifiées pendant les années 1830, donnant lieu à la guerre noire. En 1830 Robinson enquête sur le  massacre de Cape Grim : trente aborigènes d’une tribu du nord-ouest  avaient été tués par des bergers blancs, en représailles pour la perte de leur troupeau, d’ailleurs due à un autre groupe. Robinson fait un rapport sur le massacre et devient un médiateur entre les colons et les Aborigènes. Sa mission est en fait de trouver les quelque 300 indigènes survivants et de les convaincre de s’installer dans le camp de  Wybalenna sur Flinders Island.
Robinson se lie d’amitié avec Truganini, à qui il promet nourriture, logement et sécurité sur Flinders Island jusqu’à ce que la situation se calme sur le continent. Avec l’aide de Truganini, Robinson réussit à conclure un accord avec les peuples de  Big River et de Oyster Bay et, à la fin de 1835, presque tous les Aborigènes se retrouvent installés dans le nouveau camp.

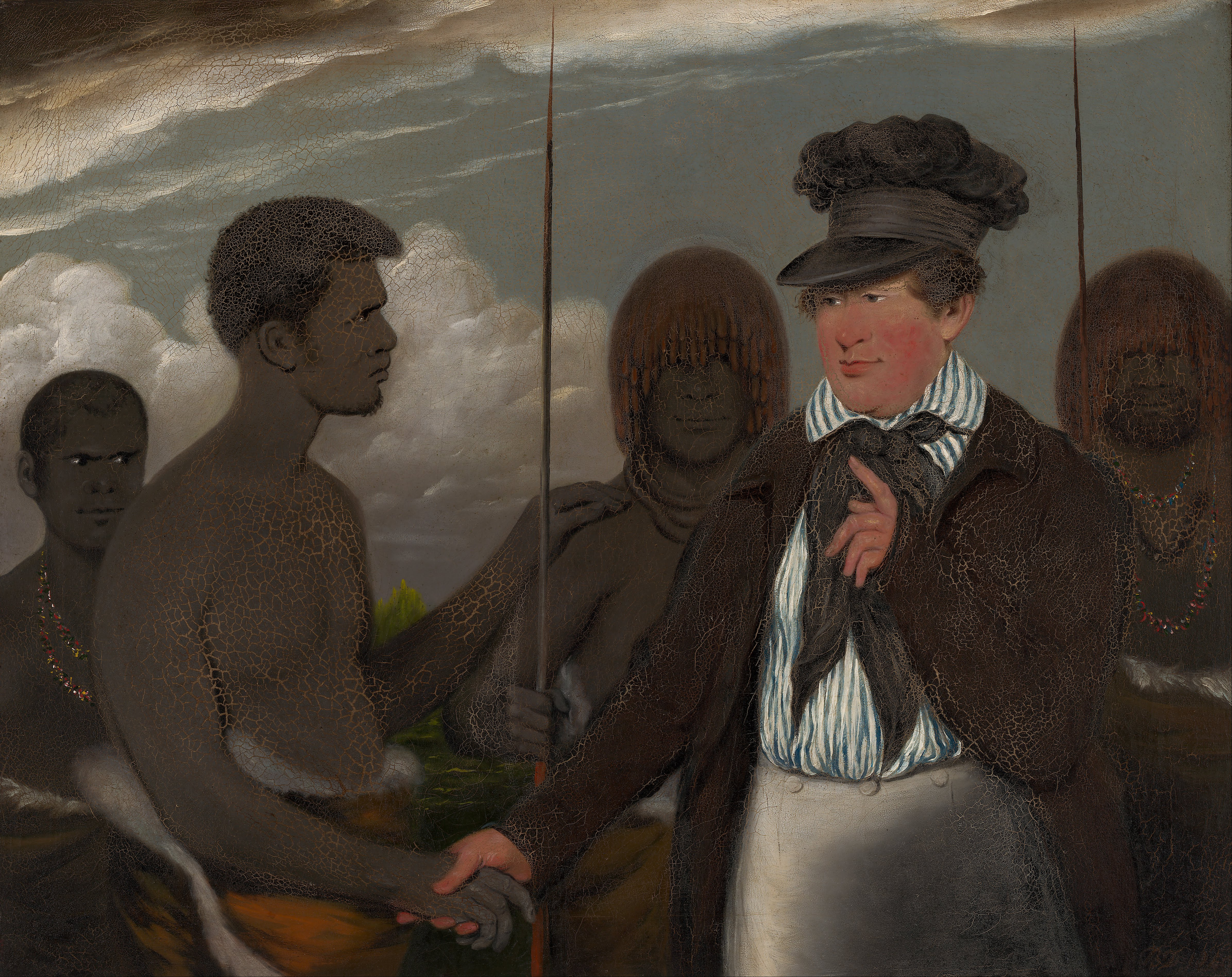
Première rencontre de Mr Robinson avec Timmy, par Benjamin Duterrau
Google Art Project

Mais l’implication de Robinson vis-à-vis des Aborigènes de Tasmanie laissé sur Flinders Island s’arrête presque immédiatement. En particulier, la promesse qu’il leur a faite de leur trouver  un lieu où ils pourraient conserver leur culture traditionnelle et pratiquer en toute quiétude leurs cérémonies n’est pas honorée. Le camp de Wybalenna leur apparaît de plus en plus comme une prison, dans laquelle les conditions de vie se détériorent rapidement, de nombreux indigènes mourant de maladie ou de dépression.
Le journal de George Augustus Robinson est une source d'informations concernant une cheffe aborigène de Tasmanie, Tarenorerer, aujourd'hui considérée comme une héroïne résistante. G. A Robinson s'était félicité de la capture en 1830 de cette femme guerrière, capture « d'une importance considérable, écrit-il, pour la paix et la tranquillité de ces districts où Tarenorer et ses formidables coadjuteurs s'étaient rendus célèbres par leurs agressions gratuites et barbares». Selon le Australian Dictionary of Biography (2005) au contraire, «Tarenorer avait combattu au nom de son peuple avec bravoure et ténacité dans une guerre pour laquelle il n'existe aucun mémorial».

## Chef Protecteur des Aborigènes dans le protectorat de Port Phillip
En mars 1839, Robinson est nommé Chef Protecteur des Aborigènes par le  Colonial Office  de Grande-Bretagne ; il est  responsable du protectorat de Port Phillip avec l’assistance de quatre  protecteurs, William Thomas, James Dredge, Edward Stone Parker et Charles Sievwright.
Robinson reçoit un total de  8 000 £ (8 000 livres) comme Chef Protecteur. Il construit une petite communité, dotée d’une église, qu’il baptise  « Point Civilisation ». La plupart des Aborigènes qui y vivent ont été déplacés pour de fausses raisons de leur région d’origine en Tasmanie. « Point Civilisation » est parfois décrite comme une usine sociale dont l’objectif est de transformer de prétendus sauvages en chrétiens.
En 1841 et 1842 Robinson voyage jusque dans l’ouest de Victoria pour enquêter sur un autre massacre qui s’est produit vers 1833 ou 1834, celui dit de Convincing Ground, un endroit situé près de Portland et faire un rapport :
« Parmi les endroits remarquables de la côté, se trouve Convincing Ground, dont le nom provient d’un affrontement qui y a eu lieu il y a quelques années entre les Aborigènes et les baleiniers et au cours duquel un grand nombre des premiers furent massacrés. Les circonstances étaient qu’une baleine vint s’échouer sur le rivage et que les indigènes qui se nourissaient de la carcasse la réclamaient pour eux-mêmes. Les baleiniers dirent qu’ils allaient les « convaincre » et eurent recours aux armes à feu. À cet endroit est maintenant établi une pêcherie. »

## Relation avec Tunnerminnerwait

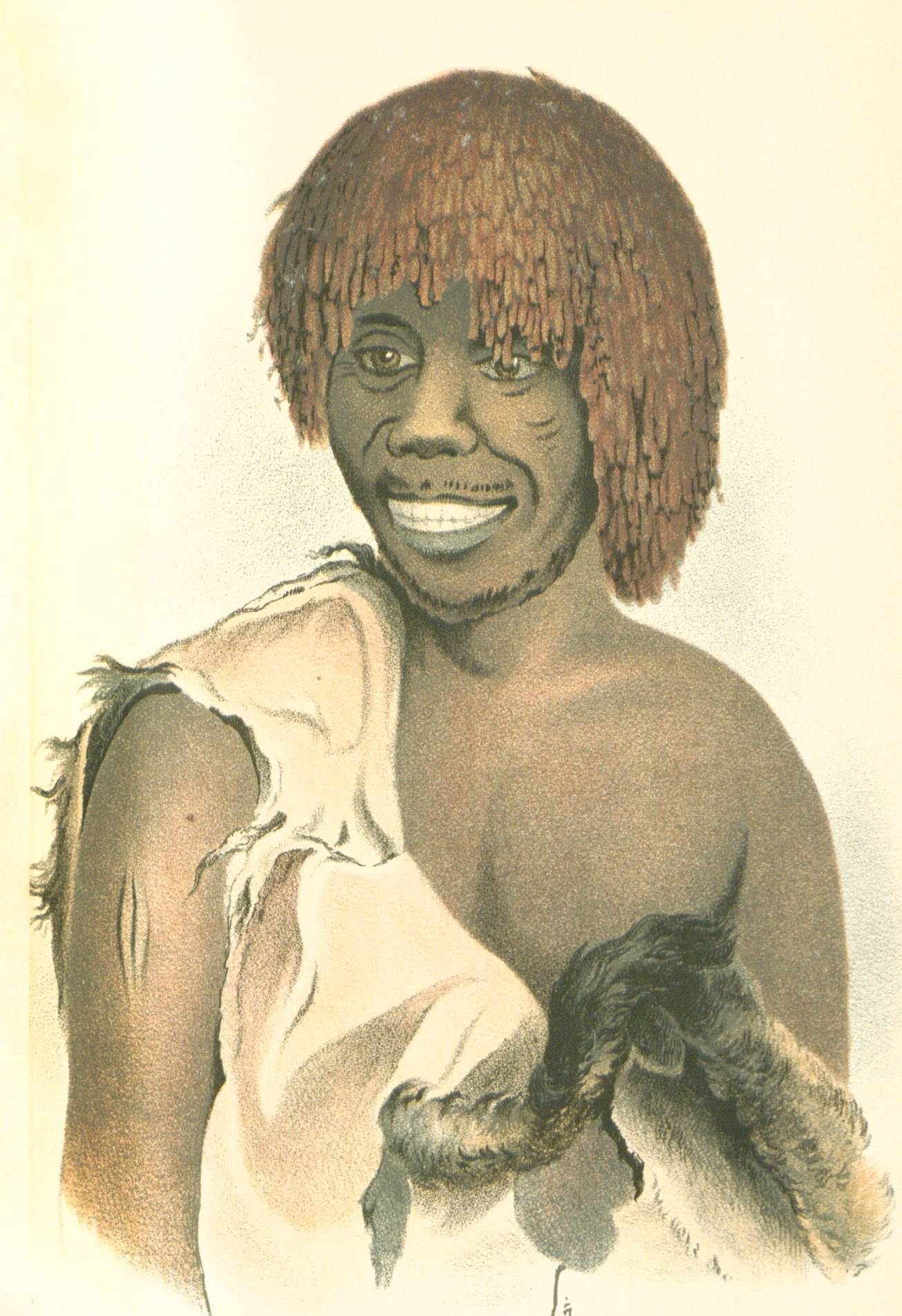
Tunnerminnerwait - Painting by Thomas Bock

EN 1830 George Augustus Robinson rencontre en Tasmanie, à Robbins Island, l'aborigène Tunnerminnerwait, qui travaille pour lui comme guide  et qui finit pas s'évader de son camp pour se retourner contre les colons, mener des raids contre leurs habitations et avant d'être capturé et exécuté. Depuis les années 2000, les actes de résistance de Tunnerminnerwait ont été réhabilités, et des commémorations sont organisées à Melbourne en l'honneur de ce "combattant de la liberté".
Tunnerminnerwait est le guide de G.A. Robinson lors d'expéditions autour de l'île Robbins de 1830 à 1835, En octobre 1835, Tunnerminnerwait se rend avec Robinson à Flinders Island, une colonie où la population autochtone restante fut déportée.
Tunnerminnerwait fait partie des seize aborigènes de Tasmanie que George Robinson amène à Melbourne en 1839 pour qu'ils l'aident à «civiliser» les «noirs» (aborigènes) de l'Etat de Victoria lorsque ce fonctionnaire colonial devient le protecteur en chef des aborigènes à Port Phillip,.
Tunnerminnerwait accompagne George Robinson lors d'une grande tournée dans le district ouest de mars à août 1841 ; ils recueillent alors des témoignages concernant la violence sur les frontières dans le district ouest. Ils enquêtent sur le massacre de Convincing Ground (Convincing Ground  massacre (en)) au cours duquel entre 60 et 200 membres d'un clan Gunditjmara ont été tués par des chasseurs de baleines à Portland Bay.
En septembre 1841 Tunnerminnerwait, Truganini, et trois autres aborigènes quittent Georges A. Robinson. pour mener une guérilla pendant huit semaines contre la colonie européenne dans la région de Port Philip. Ils volent deux fusils et des munitions dans la hutte d'un colon à Bass River. Ils pillent des stations de Dandenong dans les districts de Western Port et de South Gippsland à la périphérie de Melbourne au cours des sept semaines suivantes. Ils blessent quatre hommes blancs et en tuent deux. Les cinq aborigènes sont arrêtés ; les deux hommes parmi eux sont pendus, les trois femmes, dont Truganini, sont déportées à Flinders Island.

## Retour en Europe
Maria, l’épouse de Robinson, meurt en 1848. Le protectorat, quant à lui, est aboli le 31 décembre 1849. En 1852, Robinson retourne en Angleterre.
En 1853 Robinson épouse Rose Pyne et ils passent plusieurs années à voyager en Europe avant de retourner définitivement en Angleterre en 1858. Robinson meurt le 18 octobre 1866 à Bath.

## L’image de Robinson
Le rôle de Robinson est maintenant jugé négativement, en particulier par la communauté aborigène actuelle. Quelques historiens pensent que ses intentions initiales étaient peut-être bonnes, mais son abandon de la communauté indigène est perçu comme un tournant vers le pire pour les Aborigènes.
À son époque toutefois, Robinson est considéré comme un bienfaiteur (do-gooder), typique de l’époque victorienne, un pacificateur aux vues humanitaires. Dans son livre Following the Equator, un auteur progressiste comme Mark Twain évoque Robinson avec sympathie, même s’il voit son intervention comme un échec,. Robinson apparaît en revanche de façon beaucoup moins positive dans plusieurs romans de Mudrooroo Nyoongah, en particulier Doctor Wooreddy's Prescription for Enduring the Ending of the World. Des récits semi-romancés des voyages de Robinson sont aussi inclus dans le livre de Matthew Kneale, English Passengers publié en 2000  (Les Passagers anglais, 2002), et dans la nouvelle de T. C. Boyle, The Extinction Tales, parmi d’autres.
Ce contraste d’interprétation est illustré dans deux œuvres d’art : The Conciliation la peinture d’un contemporain de Robinson, Benjamin Duterrau, en 1840, et The National Picture, une installation photographiée, avec insertions, de Geoff Parr de 1985, conservée  au Tasmanian Museum and Art Gallery. The Conciliation, dépeint de manière idéalisée Robinson au milieu d’un groupe d’Aborigènes, serrant la main de l’un d’entre eux ; elle est considérée comme la première peinture historique des anciennes colonies en Australie. The National Picture inverse le rapport entre Occidentaux et Aborigènes, faisant d’une photo de Truganini la figure centrale, et insérant des éléments évoquant l’appropriation des terres et la destruction culturelle à l’œuvre dans cette rencontre[réf. nécessaire].
Les journaux de Robinson font encore partie des documents les plus importants pour connaître les premières années de Victoria, grâce à leurs observations sur la culture Koorie, les personnalités du  Melbourne de cette époque, le paysage et la société des colons.